# Шехіна
Шехі́на, Шхіна (івр. שְׁכִינָה, «присутність, перебування, проживання»), в юдаїзмі та кабалі — термін, що позначає присутність Бога, сприймається і в фізичному аспекті. В основному термін вживався в контексті опису святеє святих скинії заповіту та Єрусалимського храму, і визначався як відчуття присутності божественної сили. Це складне та багатовимірне поняття, яке є фундаментальним в юдаїзмі, вивчається в таємних розділах Тори, книзі "Зоар", в більш доступному вигляді  - у книзі "Танія" та інших працях. Для осягнення поняття Шехіни необхідно вивчати Тору, виконувати заповіді, вести праведний спосіб життя.
Поняття про Шехіну виникло в талмудичному юдаїзмі (див. Священні писання). Буквальне значення терміна — «присутність [посеред]»; сам термін виводиться з дієслова «шакан» (івр. שׁכן, «відвідувати, прибувати», порівняйте «Мішкан»), що характеризувалися перебуванням Слави (івр. כבד, кавод) Бога Ягве серед народу Ізраїля в скинії заповіту. Власне, в Біблії слово «Шхіна» не зустрічається, проте воно, так само як і його похідні, використовується для позначення як поняття «Слави Господньої» (грец. Δόξα), так і поняття скинії (грец. Σκηνή) в єврейських перекладах Нового Завіту.
Вважається, що Всевишній безпосередньо виявляв свою присутність Адаму, але після гріхопадіння почав віддалятися. Мідраш розповідає про поступове перенесення Шехіни на все вищі рівні (небосхили) з кожним новим гріхом. Гріх Адама, Каїна і т.д. аж до гріха єгиптян у часи Авраама віддалили Шехіну, але через подвиги та духовність праотців - від Авраама, Ісаака, Якова  до Мойсея - повернули можливість часткової присутності Слави Господа в світі, хоча повна присутність і відкриття Творця в нашому матеріальному світі наразі неможлива.
В наш час, згідно з вченням юдаїзму, Шехіна перебуває біля Стіни плачу, у синагогах, під час молитви у міньяні, біля хворих, у благочестивому подружжі. Також є особливі періоди проявлення Шехіни — це Шабат та перші десять днів року — з свята Рош га-Шана до Йом-кіпур.
Критично неприйнятними для проявлення присутності Творця є важкі гріхи — ідолопоклонство, перелюб, кровопролиття, також гординя і власна значимість. Навпаки, виконання заповідей, любов до Творця, смирення, скромність, милосердя, вивчення Тори приводить до близькості з Богом.
Прихованість Слави Творця в нашому світі є тимчасовою, в кінці часів, коли з'явиться Машиах і на землі буде встановлено Царство Всевишнього, Шехіна буде завжди присутня.  